# Enformel
Enformel ili neformalna umjetnost (fra. "art informel" = neformalna umjetnost) je skupni naziv za stilove apstrakcije u Europi i kasnije u godinama poslije Drugog svjetskog rata. Svoje korijene ima u Parizu i New Yorku 1940.-ih i 1950.-ih odakle se kasnije širi cijelom Europom.

## Povijesni kontekst: 1950. – 1960.
Negativno stanje, u fizičkom i psihološkom smislu, koje je nastupilo završetkom Drugoga svjetskoga rata izazvano je nizom nesretnih okolnosti. Ratna razaranja su iza sebe ostavila opustošenu i spaljenu zemlju, porušene gradove i broj stradalih koji je do današnjega dana nemoguće utvrditi. Europa je ostala obavijena nesigurnošću i ljudskom bijedom u svakom pogledu. To je, dakle, razdoblje kada dolazi do velike promjene na političkoj slici svijeta što se odražava na društvo, kulturni život pojedinca, a samim time i na djelovanje umjetnika. Međutim, vrijeme je pokazalo da se upravo rat manifestirao kao razmeđe dviju kreativnih epoha. Upravo je godina 1945., godina preokreta, jer neposredno nakon rata dolazi do pojave novih radikalnih tendencija; napuštanja forme i predstavljanja pojavnog svijeta. Rađa se umjetnost koja ne teži prikazu čovjeka i svijeta koji ga okružuje na tradicionalan način, već ona koja umjetniku pruža maksimalnu slobodu izričaja. Ono je automatsko, nastalo „igrom slučaja“, spontano, improvizirano, što rezultira prepletom linija, boja, ploha, mrlja, nepromišljenih poteza i „nabacanih“ površina. U slikarstvu koje slijedi nakon ratnih godina ne slikaju se objekti ugodni oku, oni ne vuku korijene u prošlosti i ne referiraju se na mitologiju ni religiju.  Nadalje, mladi se enformelisti žele osoboditi tereta klasičnog, tradicionalnog. Žele novi početak. Nemaju manifest, program, zajednički stilski izričaj koji bi okarakterizirao njihov rad u cjelini, no ono što ih veže jest isti svjetonazor (kao što je slučaj i s članovima grupe Gorgona koji će se oformiti nekoliko godina kasnije). Sve to govori u prilog tomu da enformel nije stil, već zbroj fenomena koje povezuje sklonost „otvorenoj formi“, direktnoj gestualnoj akciji i odbacivanju promišljenih kompozicija. Očigledna je i stilska neujednačenost, no zajednička im je značajka naglasak na spontanost samoga procesa stvaranja, kao i novo shvaćanje materijala slike.

## O nazivu
Pojam  „art informel“,  što bi značilo umjetnosti bez forme ili bezoblična umjetnost, predlaže francuski kritičar Michel Tapié 1950. godine. Tim je izrazom Tapié htio opisati umjetnost nastalu sponatnim pokretom kod koje je tradicionalno komponiranje izostavljeno. Drugim riječima postizanje simetrije i ravnoteže, kao i jasno definirano središte izostaju kao glavne okosnice djela, a platno je shvaćeno kao polje za psihičke improvizacije. Isti je kritičar dvije godine kasnije za pojam „art informel“ uveo naziv „art  autre“ ili u prijevodu „druga umjetnost“.